# Famille Darblay
La famille Darblay est une famille française industrielle du XIXe siècle de Corbeil-Essonnes qui fit fortune dans la minoterie et la papeterie.

## Historique
Les deux frères Auguste Rodolphe Darblay (1784-1873) et Aymé Stanislas Darblay (1794-1878)Ils se développèrent d'abord dans la minoterie, avec les Grands moulins de Corbeil, puis dans la papeterie avec la Papeterie d'Essonnes.
Le château de Saint-Germain-lès-Corbeil a pendant longtemps été le lieu de résidence de la famille Darblay. Plusieurs membres de la famille Darblay ont d'ailleurs été maires de la commune, souvent de père en fils, le dernier en date étant Stanislas Darblay, de 1968 à 2000.

## Liens de filiation entre les personnalités notoires
- Jacques Darblay (1668-1738), hôtelier. Il épouse Geneviève Durand.
  - Rodolphe Darblay (1690-1757, hôtelier "Aux Trois marchands". Il épouse Catherine Bonnet, puis veuf épouse en secondes noces Marie Françoise Davoust.
    - Jacques Darblay (1727-1798), marchand aubergiste "Au Lion d'argent". Il épouse sa cousine Marie Jeanne Darblay.
      - Simon Rodolphe Darblay (1760-1839), maître de poste d'Étréchy. Il épouse Jeanne Marguerite Maugars (1759-1832).
        - Auguste Rodolphe Darblay (1784-1873)
        - Aymé Stanislas Darblay (1794-1878). Il épouse le 4 février 1822 à Étampes Pauline Mainfroy.
          - Paul Darblay (1825-1908), maire de Corbeil, censeur de la Banque de France de 1885 à 1893. Il épouse le 4 décembre 1848 à Paris Lucie Pauline Bourgeois.
            - Aimé Darblay (1854-1899), fabricant de papier. Il épouse le 14 janvier 1882 à Saint-Germain-lès-Corbeil Marie-Thérèse Labrousse de Lascaux. Petite-fille du général François de Négrier, nièce du général Oscar de Négrier.
              - Robert Darblay (1883-1968), fabricant de papier, régent de la Banque de France de 1931 à 1936.

    - Pierre François Darblay (1733-1799), hôtelier à l'enseigne "Au Coq", maitre de poste à Villejuif, maire de Villejuif de 1793 à 1795

  - François Darblay (1692-1769), hôtelier "Le duc de Bourgogne". Il épouse Gabrielle Davoust.
    - Jacques Darblay (1737-1769), hôtelier "Le duc de Bourgogne". Il épouse Marie Victoire Dupety.
      - Jacques Parfait Darblay (1761-1837), maître de poste. Il épouse Marie Florimonde Lanson.
        - Jacques Parfait Eustase Darblay (1787-1844), maître de poste à Chevilly (45), maire de Chevilly et conseiller général du Loiret. Il épouse Julie Henriette Marie Thérèse Rousseau.
          - Jules Darblay (1817-1894), agriculteur, maître de poste à Chevilly (45), maire de Chevilly et conseiller général du Loiret. Il épouse Louise Honorine Rosalie Rousseau.
            - Paul Jacques Marie Louis Darblay  dit Louis Darblay (1851-1927), agriculteur, député du Loiret et administrateur de la succursale de la Banque de France d'Orléans.
              - Jean Darblay (1883-1961), maire de Chevilly et conseiller général.

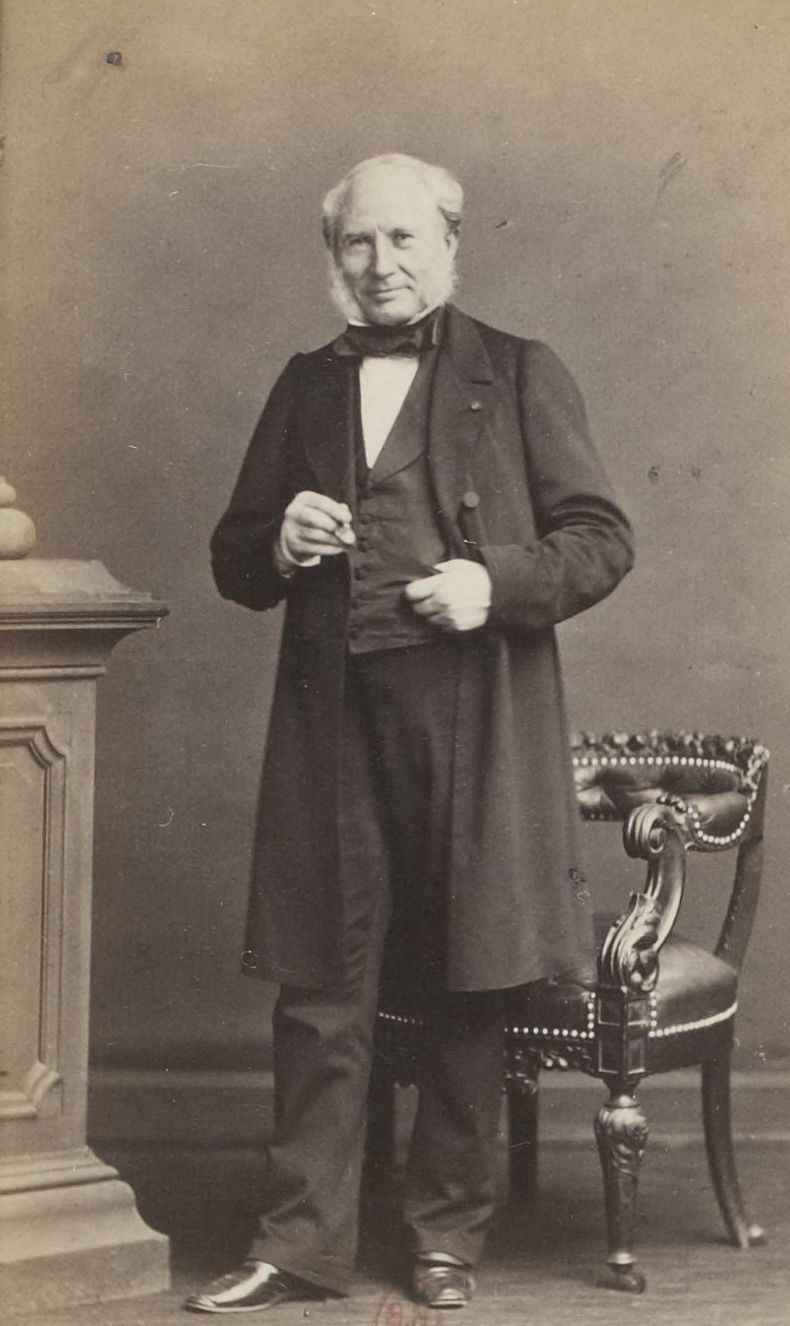
Aimé Stanislas Darblay entre 1852 et 1857.
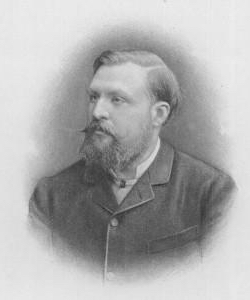
Aymée-Henri Darblay (1854-1899)
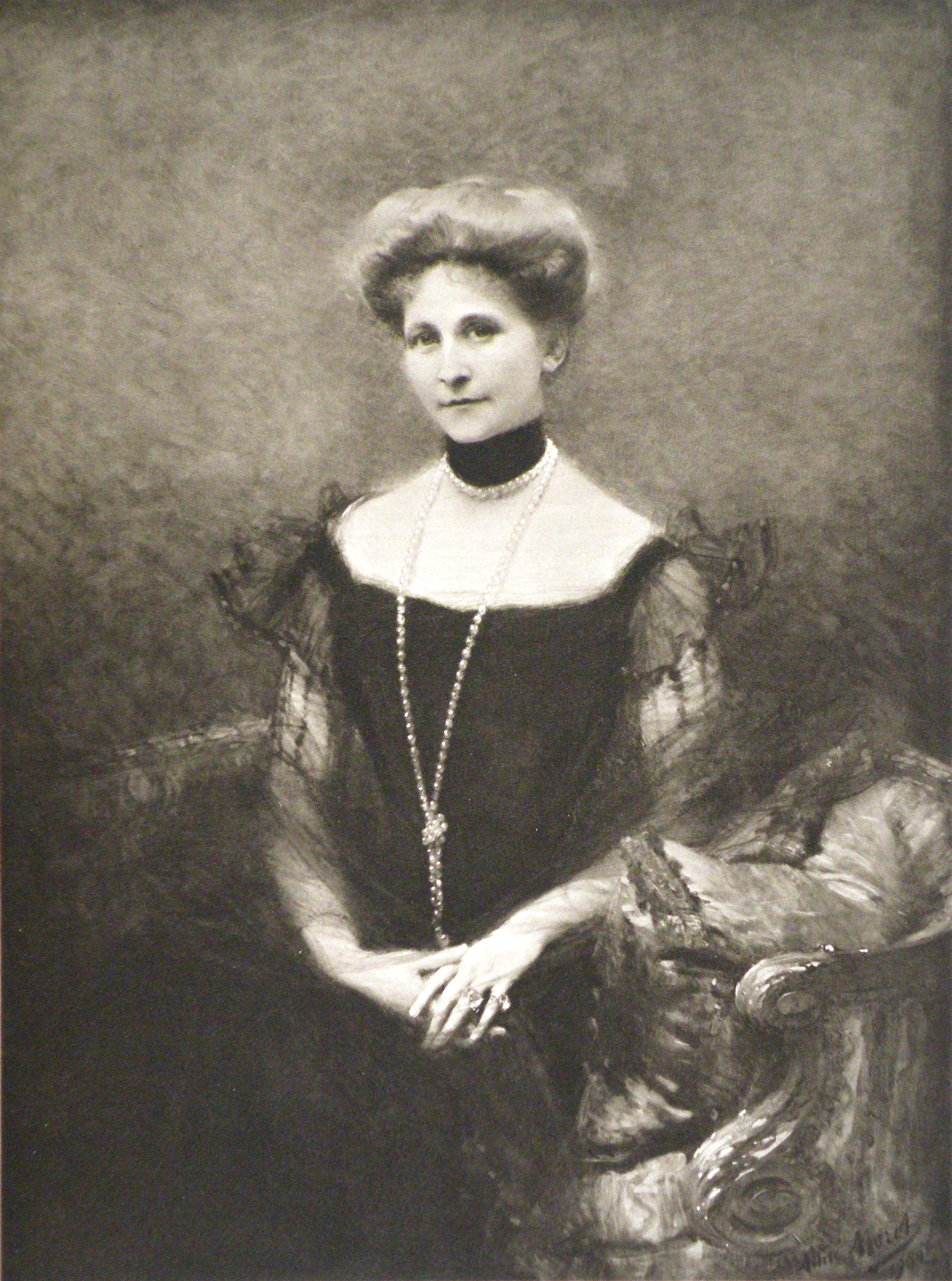
Mme Aymé Darblay.